# Verbascum germaniciae
Verbascum germaniciae är en flenörtsväxtart som beskrevs av Heinrich Carl Haussknecht. Verbascum germaniciae ingår i släktet kungsljus, och familjen flenörtsväxter. Inga underarter finns listade i Catalogue of Life.